# أمير مهيبي
أمير مهيبي (بالفارسية: امیر محبی) هو لاعب كرة قدم إيراني في مركز الوسط، ولد في 24 فبراير 1981 في إيران. لعب مع نادي أبو مسلم خراسان ونادي باس همدان ونادي تراكتور سازي.